# Marje
Marje (em árabe: المرج; romaniz.: Al Marj) é uma cidade da Líbia.